# Synema madidum
Synema madidum är en spindelart som beskrevs av Octavius Pickard-Cambridge 1895.
Synema madidum ingår i släktet Synema och familjen krabbspindlar. Inga underarter finns listade i Catalogue of Life.